# دهستان ده‌فیش
دهستان ده فیش، یکی از دهستان‌های بخش بنارویه شهرستان لارستان در استان فارس ایران است. مرکز این دهستان، روستای ده فیش است.

## جمعیت
بر پایه سرشماری عمومی نفوس و مسکن در سال ۱۳۹۵، جمعیت دهستان ده فیش برابر با ۴٬۳۰۷ نفر بوده است.